# Куфи, Фавзия
Фавзия Куфи (перс. فوزیه کوفی‎; род. 1975, Бадахшан) — афгано-таджикский политик, писательница и борец за права женщин. Куфи родом из провинции Бадахшан и была членом афганской делегации, которая вела мирные переговоры с Талибаном в Дохе, Катар. Она бывший член парламента Кабула и была вице-президентом Национальной ассамблеи.

## Биография

### Ранние годы и образование
Отец Куфи в течение 25 лет был членом парламента, но погиб от рук моджахедов в конце афганской войны.
Семья Куфи была полигамной (у отца было семь жён), и Куфи сначала была отвергнута родителями из-за своего пола. Её отец женился на молодой женщине, а мать хотела родить сына, чтобы сохранить привязанность мужа. В тот день, когда родилась Куфи, её оставили умирать на солнце.
Куфи удалось уговорить родителей отправить её в школу, и она стала единственной девочкой в семье, которая её посещала. Первоначально она хотела получить медицинское образование, но не смогла из-за того, что Талибан после переворота в 1996 году запретил женщинам учиться. После падения режима Талибана в 2001 году она вернулась в школу и в конечном итоге окончила Престонский университет, получив степень магистра в области бизнеса и управления.
Куфи работала с уязвимыми группами, такими как внутренне перемещённые лица и маргинализированные женщины и дети, а также занимала в ЮНИСЕФ должность специалиста по защите детей с 2002 по 2004 год.

### Политическая карьера
Куфи начала свою политическую карьеру после падения режима Талибана в 2001 году, выступая за право девочек на образование в своей кампании «Назад в школу».
С 2001 по 2004 год Фавзия Куфи работала в ЮНИСЕФ в качестве специалиста по защите детей от насилия, эксплуатации и жестокого обращения.
На парламентских выборах 2005 года она была избрана от округа Бадахшан в северо-восточной части страны в Волеси Джирга, нижнюю палату Национальной ассамблеи Афганистана, и занимала должность заместителя спикера нижней палаты. Она стала первой женщиной — вторым заместителем спикера парламента в истории Афганистана. Куфи была переизбрана на парламентских выборах 2010 года, а затем избрана депутатом из 69 женщин-членов Ассамблеи.
В парламенте она сосредоточилась в первую очередь на правах женщин, но также приняла закон о строительстве дорог, соединяющих отдалённые деревни с образовательными и медицинскими учреждениями. В 2009 году Куфи разработала проект закона о ликвидации насилия в отношении женщин (EVAW). Подписанный в виде указа, проект должен был пройти голосование, чтобы стать официальным конституционным документом. Он был представлен в парламент в 2013 году и заблокирован консервативными членами, которые утверждали, что статьи закона противоречат исламу. Однако закон применялся во всех 34 провинциях Афганистана, и на его основе решались судебные дела.
Куфи пережила несколько покушений, одно из них было совершено 8 марта 2010 года недалеко от города Тора-Бора.
Куфи намеревалась баллотироваться на президентских выборах в Афганистане в 2014 году с программой равных прав для женщин, содействия всеобщему образованию и противодействия политической коррупции, но в июле 2014 года избирательная комиссия перенесла дату регистрации на октябрь 2013 года, и в результате она не соответствовала минимальному возрастному требованию в 40 лет.
В 2014 году она была переизбрана членом парламента, но больше не была заместителем спикера. Она стала председателем Комиссии по делам женщин, гражданского общества и прав человека Афганистана.
В 2020 году Фавзия Куфи входила в состав команды из 21 человека, которая должна была представлять правительство Афганистана на мирных переговорах с Талибаном. 14 августа 2020 года она была ранена в руку вооружёнными людьми, которые попытались убить её недалеко от Кабула, когда она со своей сестрой Марьям Куфи возвращалась из поездки в северную провинцию Парван.
На фоне стремительного наступления Талибана летом 2021 года, когда в интервью её спросили о её мыслях по поводу вывода войск США из Афганистана, Фавзия Куфи сказала, что США бросили женщин Афганистана и что она очень разочарована тем, что происходит.

### Участие в защите прав женщин
Куфи поставила перед собой защиту прав женщин в Афганистане в качестве главного приоритета.
Среди ключевых женских инициатив, которые она отстаивала во время своего пребывания на посту депутата, можно назвать следующие: улучшение условий содержания женщин в афганских тюрьмах; создание комиссии по борьбе с насилием (особенно сексуальным насилием) в отношении детей; и внесение поправок в закон о личном статусе шиитов.
Куфи также содействовала образованию женщин и детей, выступая за доступ к хорошим школам и создавая возможности для неформального образования для своих избирателей в провинции Бадахшан. Будучи заместителем спикера в 2005 году, Куфи привлекла частное финансирование для строительства школ для девочек в отдалённых провинциях. В 2009 году Всемирный экономический форум назвал её Молодым мировым лидером. В 2020 году она поддержала изменение афганского законодательства, внесённое в результате кампании под руководством Лалех Османи #WhereIsMyName, назвав включение женских имён в удостоверения личности «правом человека».

## Личная жизнь
Куфи была замужем за Хамидом, инженером и учителем химии. Её брак был договорным, но она не осуждала выбор своей семьи. Через десять дней после их свадьбы солдаты Талибана арестовали её мужа, и он был заключен в тюрьму. В тюрьме он заболел туберкулёзом и умер вскоре после своего освобождения в 2003 году. Куфи живёт в Кабуле со своими двумя дочерьми-подростками.

### Автобиографические мемуары
«Любимая дочь: борьба одной женщины за будущее Афганистана» — автобиографические мемуары, написанные Фавзией Куфи при содействии Надин Гури. Первоначально издание было опубликовано в 2012 году издательством Palgrave Macmillan Publishers под названием «Письма моей дочери». В книге рассказывается история жизни Куфи, её детства, образования и участия в политике. Он состоит из рассказов о её жизни, перемежающихся письмами к её двум дочерям.

## Публикации
- Fawzia Koofi. Letters to My Daughters. — Canada : Douglas & Mcintyre, April 2011. — ISBN 978-1-55365-876-4.
- Fawzia Koofi. The Favored Daughter: One Woman's Fight to Lead Afghanistan into the Future. — USA : Palgrave Macmillan, January 3, 2012. — ISBN 978-0-230-12067-9.

## В СМИ
- Би-би-си HARDtalk 08 июня 2022 г. Фавзия Куфи: Есть ли ещё надежда у афганцев?[23]

## Признание
В 2013 году она была признана одной из 100 женщин по версии Би-би-си.